# Taftan (Belutschistan)
Taftan (Urdu تفتان, DMG: Taftān, Belutschi: تفتا) ist eine Kleinstadt im Distrikt Chagai in der Provinz Belutschistan, Pakistan.

## Geographische Lage
Taftan liegt im äußersten Westen der Provinz Belutschistan, unmittelbar an der Grenze zum Iran, und ist der einzige offizielle Grenzübergang von Pakistan zum Iran. Zur Grenze mit Afghanistan (Provinz Nimrus) im Norden sind es etwa 80 km Luftlinie. Der Ort hat seinen Namen nach dem etwa 55 km südwestlich auf iranischem Gebiet liegenden, 3940 m hohen Gebirgsmassiv des Vulkans Kuh-i Taftan. Unter Einheimischen wird der Ort auch englisch als „Road to London“ bezeichnet, da hier der Schmuggel floriert. Die Gegend gehört zur abflusslosen inneriranischen Beckenlandschaft und besteht weithin aus bergiger Wüste.

## Verkehr
Die Nationalstraße N-40 von der rund 600 km nordöstlich gelegenen Provinzhauptstadt Quetta erreicht hier bzw. am Grenzübergang „Kuh-i Taftan“ die Grenze zum Iran. Die iranische Grenzstadt Mirdschaweh in der Provinz Sistan und Belutschistan liegt etwa 10 km nordwestlich, die Provinzhauptstadt Zahedan etwa 90 km nordwestlich des Grenzübergangs.
Parallel zur Nationalstraße N-40 verläuft die circa 750 Kilometer lange Eisenbahnstrecke Quetta–Zahedan (Trans-Belutschistan-Bahn); auch sie überquert in Taftan die Grenze und führt weiter nach Zahedan. Die Strecke ist die einzige Eisenbahnverbindung zwischen Pakistan und Iran und Teil der einzigen Schienenverbindung zwischen Europa und dem indischen Subkontinent. Es verkehrt zweimal im Monat ein Reisezug, und seit Juni 2015 fährt auch wieder ein Container-Zugpaar pro Woche.